# Victor Hănescu
Victor Hănescu (Bukarest, 1981. július 21. –) román hivatásos teniszező. Eddigi pályafutása során egy ATP-tornát nyert meg. Legjobb eredményét Grand Slam-tornákon a 2005-ös Roland Garroson érte el, ahol bejutott a negyeddöntőbe.

## ATP-döntői

### Egyéni

#### Győzelmei (1)
| Tornagyőzelmek (egyéni)           |
| Grand Slam (0)                    |
| Tennis Masters Cup (0)            |
| ATP Masters Series (0)            |
| ATP International Series Gold (0) |
| ATP International Series (1)      |

|   | Dátum           | Torna                              | Borítás | Ellenfél a döntőben | Eredmény a döntőben |
| 1 | 2008. július 7. | Allianz Suisse Open Gstaad, Gstaad | Salak   | Igor Andrejev       | 6-3, 6-4            |

#### Elvesztett döntői (1)
|   | Dátum                | Torna                  | Borítás | Ellenfél a döntőben | Eredmény a döntőben |
| 1 | 2007. szeptember 10. | Open Romania, Bukarest | Salak   | Gilles Simon        | 6-4, 3-6, 2-6       |

### Páros

#### Elvesztett döntői (1)
|   | Dátum                | Torna                  | Borítás | Partner      | Ellenfelek a döntőben           | Eredmény a döntőben |
| 1 | 2005. szeptember 12. | Open Romania, Bukarest | Salak   | Andrei Pavel | Jose Acasuso / Sebastian Prieto | 3-6, 6-4, 3-6       |